# Aldo Boffi
Aldo Boffi (ur. 26 lutego 1915 w Mediolanie, zm. 26 października 1987 w Giussano) – włoski piłkarz, który występował na pozycji napastnika. Zdobywca 136 bramek w Serie A, trzykrotny król strzelców tej ligi w barwach Milanu (w sezonach 1938/1939, 1939/1940 i 1941/1942). Łącznie w lidze włoskiej rozegrał 277 spotkań.

## Debiuty
- Debiut w lidze włoskiej: 1 listopada 1936 (Torino FC - A.C. Milan 3:1)
- Debiut w reprezentacji Włoch: 20 listopada 1938 (Włochy - Szwajcaria 2:0)

## Tytuły króla strzelców
- 1938/39: 19 goli (razem z Hectorem Puricellim)
- 1939/40: 24 gole
- 1941/42: 22 gole